# Josef Kögl
Josef Kögl (* 24. August 1890 in Sajach, Steiermark, Österreich; † 26. März 1968 in Köln) war ein deutscher Architekt.

## Leben
Der Katholik Josef Kögl wurde nach dem Ersten Weltkrieg einer der produktivsten Architekten in Köln. Zu seinem Œuvre gehören insbesondere Mehrfamilienhäuser für die, der katholischen Kirche bzw. dem Kolpingwerk nahestehende „Wohnungs-Genossenschaft im Gesellen-Hospitium e.G.m.b.H.“ in Deutz (Bebelplatz / Teutonenstraße) und die Beteiligung an dem Auf- und Ausbau der unter Denkmalschutz stehenden Göttersiedlung in Rath.

## Werk

### Bauten in Köln
| Baujahr   | Ortsteil      | Adresse                                     | Bild | Objekt                                                                | Maßnahme          | Anmerkungen |
| --------- | ------------- | ------------------------------------------- | ---- | --------------------------------------------------------------------- | ----------------- | --- |
| 1921–1922 | Rath          | Göttersiedlung Lage                         |      | 1. Bauabschnitt („Siedlungsgenossenschaft Eigenheim-Königsforst“):865 | Neubau            | Denkmalschutz |
| 1928      | Deutz         | Bebelplatz 19 Lage                          |      | Mehrfamilienhaus:865                                                  | Neubau            | Wiederaufgebaut |
| 1928      | Deutz         | Bebelplatz 21 Lage                          |      | Mehrfamilienhaus:865                                                  | Neubau            | Wiederaufgebaut |
| 1928      | Deutz         | Teutonenstraße 8 Lage                       |      | Mehrfamilienhaus:865                                                  | Neubau            | Wiederaufgebaut |
| 1928      | Deutz         | Teutonenstraße 10 / Bebelplatz Lage         |      | Mehrfamilienhaus:865                                                  | Neubau            | Wiederaufgebaut |
| 1935      | Marienburg    | An der Alteburger Mühle 12 Lage             |      | Doppelhaushälfte:65:358                                               | Neubau            | Bauherr: Justizrat Dr. August Meller; erhalten                                                                        |
| 1935      | Marienburg    | An der Alteburger Mühle 14 Lage             |      | Doppelhaushälfte:65:358                                               | Neubau            | Bauherr: Kauffrau Maria Sonnenschein; 1946/1951 wiederhergestellt durch Peter Franz Nöcker; erhalten                  |
| 1935–1936 | Marienburg    | An der Alteburger Mühle 8 Lage              |      | Mehrfamilienhaus:64                                                   | Neubau            | Bauherr: Kauffrau Maria Sonnenschein; erhalten                                                                        |
| 1935–1936 | Marienburg    | Auf dem Römerberg 6 Lage                    |      | Doppelhaushälfte:79:364                                               | Neubau            | Bauherr: Maria Sonnenschein; 1949 wiederhergestellt durch Architekt Walter Dietz; durch Verklinkerung stark verändert |
| 1935–1936 | Marienburg    | Auf dem Römerberg 8 Lage                    |      | Doppelhaushälfte:79:364                                               | Neubau            | Bauherr: Vertreter Emil Schulte; erhalten                                                                             |
| 1936      | Altstadt-Nord | Auf dem Berlich 32 / Schwalbengasse 40 Lage |      | Wohn und Geschäftshaus Kögl (mit Atelier):865                         | Neubau            | Wiederaufgebaut |
| 1936–1940 | Zollstock     | Brunnenstraße 1 Lage                        |      | Mehrfamilienhaus:418                                                  | Neubau            | Bauherr: Heinrich Krings; Erhalten                                                                                    |
| 1936–1940 | Zollstock     | Brunnenstraße 3 Lage                        |      | Mehrfamilienhaus:418                                                  | Neubau            | Bauherr: Heinrich Krings; Erhalten                                                                                    |
| 1936–1940 | Zollstock     | Brunnenstraße 5 / Gottesweg Lage            |      | Mehrfamilienhaus:418                                                  | Neubau            | Bauherr: Heinrich Krings; Erhalten                                                                                    |
| 1936–1940 | Zollstock     | Brunnenstraße 2 Lage                        |      | Mehrfamilienhaus:418                                                  | Neubau            | Bauherr: Heinrich Krings; Erhalten                                                                                    |
| 1936–1940 | Zollstock     | Brunnenstraße 4 Lage                        |      | Mehrfamilienhaus:418                                                  | Neubau            | Bauherr: Heinrich Krings; Erhalten                                                                                    |
| 1938      | Deutz         | Cheruskerstraße 1 Lage                      |      | Mehrfamilienhaus:432 f                                                | Neubau            | Wiederaufgebaut |
| 1938      | Deutz         | Siegburger Straße 155 Lage                  |      | Mehrfamilienhaus:432 f                                                | Neubau            | Wiederaufgebaut |
| 1938      | Deutz         | Siegburger Straße 157 Lage                  |      | Mehrfamilienhaus:432 f                                                | Neubau            | Wiederaufgebaut |
| 1938      | Deutz         | Siegburger Straße 159 Lage                  |      | Mehrfamilienhaus:432 f                                                | Neubau            | Wiederaufgebaut |
| 1938      | Deutz         | Siegburger Straße 161 Lage                  |      | Mehrfamilienhaus:432 f                                                | Neubau            | Wiederaufgebaut |
| 1938      | Deutz         | Siegburger Straße 163 Lage                  |      | Mehrfamilienhaus:432 f                                                | Neubau            | Wiederaufgebaut |
| 1938      | Deutz         | Siegburger Straße 165 Lage                  |      | Mehrfamilienhaus:432 f                                                | Neubau            | Wiederaufgebaut |
| 1938      | Deutz         | Siegburger Straße 167 Lage                  |      | Mehrfamilienhaus:432 f                                                | Neubau            | Wiederaufgebaut |
| 1938      | Deutz         | Suevenstraße 14 / Tenktererstraße Lage      |      | Mehrfamilienhaus:433                                                  | Neubau            | Erhalten |
| 1938      | Deutz         | Suevenstraße 16 Lage                        |      | Mehrfamilienhaus:433                                                  | Neubau            | Erhalten |
| 1938      | Deutz         | Suevenstraße 18 Lage                        |      | Mehrfamilienhaus:433                                                  | Neubau            | Erhalten |
| 1938      | Deutz         | Suevenstraße 20 / Bruktererstraße Lage      |      | Mehrfamilienhaus:433                                                  | Neubau            | Erhalten |
| 1938      | Deutz         | Teutonenstraße 2 a Lage                     |      | Mehrfamilienhaus:432 f                                                | Neubau            | Wiederaufgebaut |
| 1938      | Deutz         | Teutonenstraße 4 Lage                       |      | Mehrfamilienhaus:432 f                                                | Neubau            | Wiederaufgebaut |
| 1938      | Deutz         | Teutonenstraße 6 Lage                       |      | Mehrfamilienhaus:432 f                                                | Neubau            | Wiederaufgebaut |
| 1938–1939 | Zollstock     | Gottesweg 18 Lage                           |      | Mehrfamilienhaus:865                                                  | Neubau            | Erhalten |
| 1938–1940 | Zollstock     | Irmgardstraße 15 Lage                       |      | Mehrfamilienhaus:418                                                  | Neubau            | Bauherr: Heinrich Krings; Erhalten                                                                                    |
| 1938–1940 | Zollstock     | Irmgardstraße 17 Lage                       |      | Mehrfamilienhaus:418                                                  | Neubau            | Bauherr: Heinrich Krings; Erhalten                                                                                    |
| 1938–1940 | Zollstock     | Irmgardstraße 19 / Brunnenstraße Lage       |      | Mehrfamilienhaus:418                                                  | Neubau            | Bauherr: Heinrich Krings; Erhalten                                                                                    |
| 1946–1947 | Altstadt-Nord | Marzellenstraße 2–8 / Trankgasse Lage       |      | Hotel Fürstenhof                                                      | Wiederherstellung | Denkmalschutz |
| 1948      | Zollstock     | Gottesweg                                   |      | Wohnhausplanung:865                                                   |                   | |
| 1950      | Marienburg    | Lindenallee 9 Lage                          |      | Umbau- und Erweiterung eines Einfamilienhauses:383                    |                   | Erhalten |